# Dampierre (Aube)
Dampierre è un comune francese di 305 abitanti situato nel dipartimento dell'Aube nella regione del Grand Est.

## Comunità ebraica
Nel Medioevo fu sede di una comunità ebraica di una certa importanza. Nel 1206, il re Filippo Augusto, dopo un accordo con la contessa di Champagne e Guido II, signore di Dampierre, ordinò agli ebrei di applicare un sigillo speciale ai documenti che registravano i loro prestiti e proibì loro di prestare denaro in cambio di sacri arredi o terre della Chiesa. Durante gli anni 1212, 1220 e 1225 gli ebrei ebbero tra i loro debitori gli stessi signori di Dampierre e l'abbazia di Saint-Loup di Troyes.
Furono originari di Dampierre i rabbini Isaac ben Samuel il Vecchio, detto "il Santo" (1120-1195), suo figlio Elchanan, martirizzato nel 1184, Joseph ben Simeon, Isaac ben Abraham, detto talvolta "Isaac il Giovane" per distinguerlo da Isaac ben Samuel, e Isaac haLaban ben Jacob.

## Luoghi d'interesse
- Chiesa del XII secolo.
- Castello del XVIII secolo cotuito su progetto di F. Mansard, una porta monumentale a torrette del XV secolo, resto di una precedente fortificazione.

## Società

### Evoluzione demografica
Abitanti censiti